# Valle de Iguña
El valle de Iguña se encuentra en la zona central de Cantabria (España) y al sur del valle del Besaya.

## Geografía

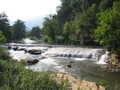
Río Besaya en el valle de Iguña.

El valle de Iguña lo cruza el río Besaya de sur a norte. Entra al municipio de Bárcena de Pie de Concha por las hoces del mismo nombre. Al llegar a Bárcena se encuentra con la central hidroeléctrica del Besaya, creada en 1910 por la Electra de Viesgo, y al llegar al pueblo se encuentra el río Torina, su primer afluente, que nace en el pantano de Alsa a los pies de la presa y del pico Jano y junto a la central de Aguayo, y discurre por un angosto recorrido hasta llegar a la central del Torina y posteriormente al río Besaya. Antes de abandonar Bárcena, en su margen derecha recibe las aguas del río Bisueña, que nace en Montabliz, y del río Galerón, que nace en Pujayo.
Unos kilómetros más abajo, en su margen derecha se unen a él el río León y el río Erecia, en el término municipal de Molledo. Prosiguiendo su camino llega a Arenas, y al pasar el pueblo recibe las aguas del río Casares y del río Los Llares, llegando así de nuevo a un tramo de hoces que le introducirá en el valle de Buelna. También el valle se encuentra dentro del parque natural Saja-Besaya, concretamente parte del municipio de Arenas y de Bárcena de Pie de Concha, teniendo este último muy poca extensión dentro de este parque.

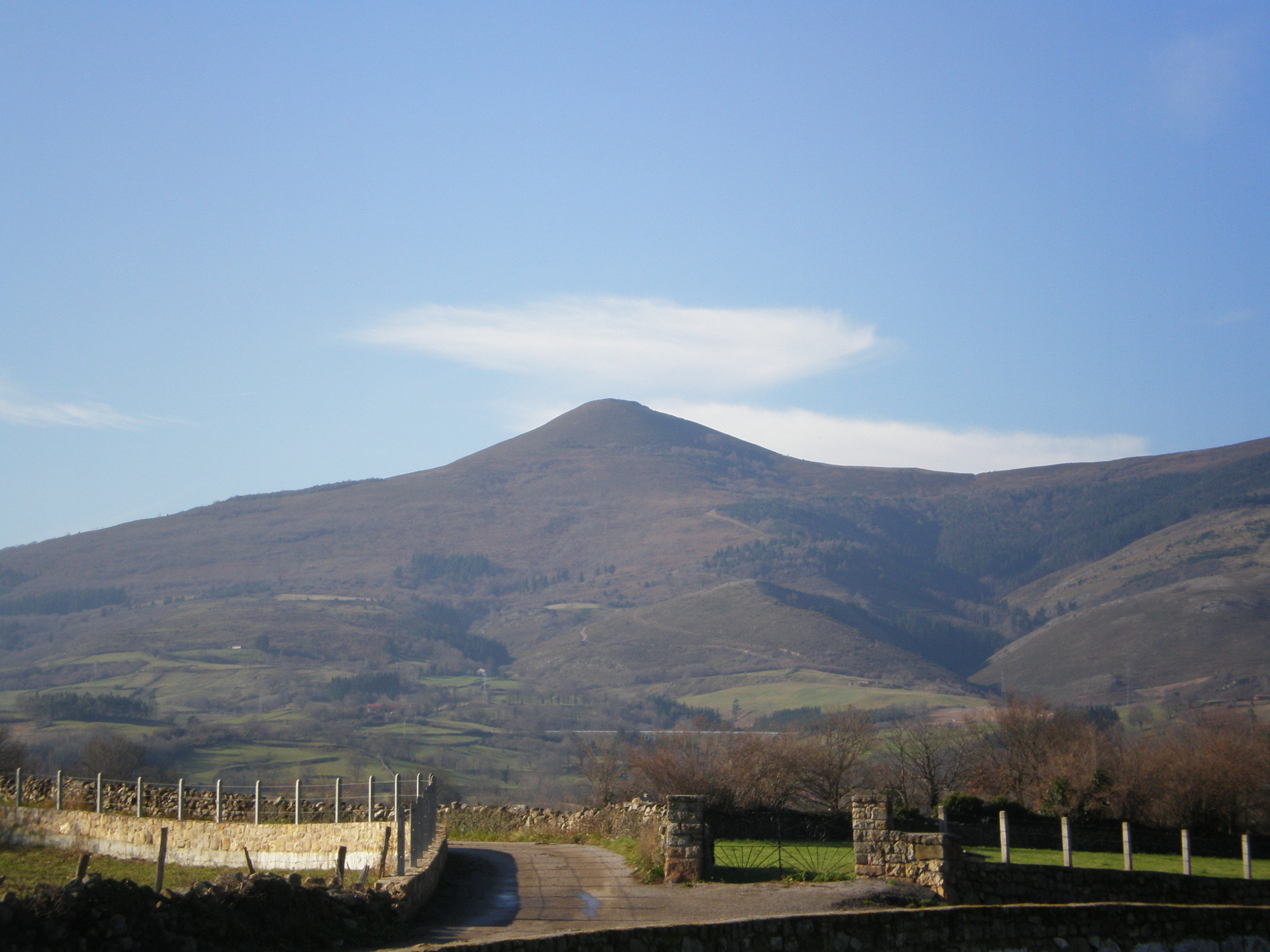
Pico Navajos desde Silió. Montaña de 1064 msnm en el valle de Iguña.

Los picos de mayor altitud son el pico Jano, que domina el valle desde sus 1288 metros de altitud, el pico Obios y el pico Navajos, a 1122 y 1119 metros respectivamente, y el monte Canales en Silió, y el monte Cildá en Anievas.
La fauna de este valle es la que podemos encontrar en los bosques de Cantabria. Por los bosques y montes se pueden ver con facilidad venados, corzos, rebecos, buitres leonados, zorros, lobos, águilas reales, tasugos, jabalíes y liebres, y en los ríos en la antigüedad también había una gran cantidad de nutrias, que de nuevo en la actualidad se han visto en el río Bisueña por la zona de Montabliz. La flora de los bosques la componen musgo, abedules, robles, hayas, avellanos, castaños, acebos, chopos, fresnos y plantaciones de pino y eucalipto.
En el valle se encuentra el viaducto de Montabliz, que con sus 146 metros de altura se convirtió en el más alto de España y el sexto más alto de Europa.

## Población
Este valle está formado por cuatro municipios: Anievas, Arenas de Iguña, Bárcena de Pie de Concha y Molledo, ocupa una extensión de 210,2 km cuadrados y su población es de 4708 habitantes repartidos entre sus cuatro términos municipales:
- Anievas, con 361 habitantes, que cuenta con cuatro núcleos de población: Barriopalacio, Calga, Cotillos y Villasuso;
- Arenas de Iguña, con 1830 habitantes y formado por: La Serna, Arenas de Iguña, San Juan de Raicedo, Santa Águeda, Bostronizo, Las Fraguas, Pedredo, San Cristóbal, Cohiño, Los Llares, Palacio y San Vicente de León;
- Bárcena de Pie de Concha, con 787 habitantes y formado por: Bárcena de Pie de Concha, Pie de Concha y Pujayo;
- Molledo, que cuenta actualmente con 1730 habitantes y lo forman las localidades de: Cobejo, Santa Olalla, San Martín de Quevedo (formado por los barrios de Mediaconcha, Quevedo, Casares, San Martín, Uldá, Pando, Vallejo y Santián), Molledo, Silió, Helguera y Santa Cruz.

En al actualidad sigue perdiendo habitantes y cuentan sus municipios con unas medias de edad bastante altas. La agricultura y ganadería han ido perdiendo importancia, aunque todavía varias familias viven de ello y la industria también ha decaído hasta quedar tan sólo la fábrica de Pascual en la Serna de Iguña tras el cierre en 2005 de Hilatura de Portolín.
Su situación es bastante buena, puesto que se encuentra en un lugar de paso entre la meseta y el mar Cantábrico. Conserva 5,5 km de la calzada romana que unía las localidades de Herrera de Pisuerga y Suances, y que se encuentra en el municipio de Bárcena de Pie de Concha, donde también se encuentra un tramo del Camino Real o Camino de las Harinas, que se construyó en el 1753 por orden del rey Fernando VI. También cruza el valle de norte a sur el ferrocarril y la autovía de la meseta.

## Patrimonio arquitectónico
El valle también cuenta con varias iglesias románicas del siglo XII. De sur a norte, la primera que encontramos es la de San Cosme y San Damián en Bárcena de Pie de Concha, de mediados del XII, que conserva los capiteles, canecillos y el ábside, además de la puerta principal con un arco de medio punto. Siguiendo nuestro camino encontramos en el margen derecho del río Besaya el pueblo de Silió y su iglesia de San Facundo y San Primitivo, declarada BIC en 1973 y que cuenta con dos portaladas con arcos de medio punto y un ábside muy bien conservado. Ya en el municipio de Arenas de Iguña, encontramos la iglesia de Santa María de Helecha, que es la que menos valor tiene de las cinco con las que cuenta el valle. La siguiente es la de San Juan de Raicedo y por último encontramos la de Nuestra Señora de las Nieves, en Cotillo.
Destaca también, en Bostronizo, la iglesia mozárabe de San Román, del siglo X y la segunda más importante en Cantabria en este estilo después de la de Santa María de Lebeña. Hace tan sólo unos años se encontraron unos enterramientos en los que se dice que puede estar enterrada la reina Urraca de Castilla, que peregrinó varias veces a esta iglesia, lo cual puede ser posible porque también se dice que ella dio el título de villa a Pujayo y que se albergó en Cotillo junto a la iglesia, y que como le molestaba el ruido de las campanas se marchó al pueblo de Villasuso. También en Helguera, en su parroquia de Santa Leocadia, se conserva una ventana de este mismo estilo.

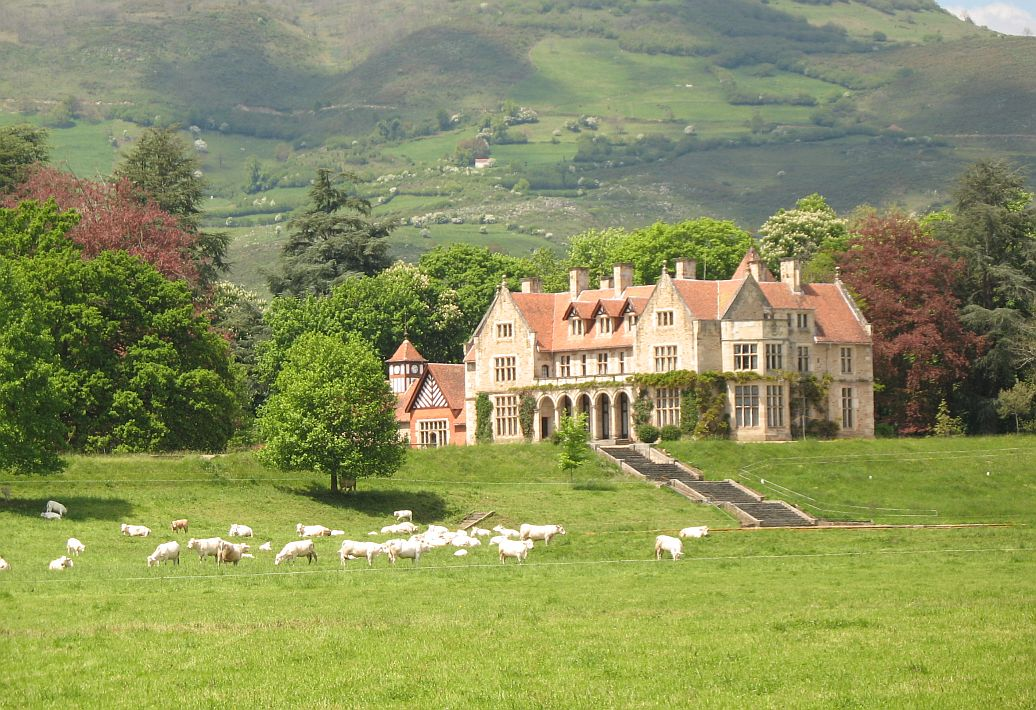
Palacio de los Hornillos en Las Fraguas (Cantabria).

En el Valle también encontramos construcciones civiles de gran interés. Además de casas en hilera de estilo montañés, blancas o de piedra y con balcones y galerías de madera, destacan en Bárcena de Pie de Concha tres casonas de estilo montañés, siendo la más antigua y esbelta la de la familia Collantes, dueños de la Lechería Collantes. También destaca la Torre de Quevedo situada en el barrio que lleva el mismo nombre que perteneció a la familia del poeta Francisco de Quevedo, y en el municipio de Molledo también encontramos la casona de la familia García Lomas, junto a la carretera, la Casa de los Tiros y la del Cabrero, situada esta última junto al paso a nivel de Madernia, y en Santa Cruz la casa de Leonardo Torres Quevedo, del que hablaremos después. En Arenas, también hay grandes caserones, entre los que destacan el de Adriano García Lomas, la casa de los maestros y la torre-casona de Núñez de Bustamante, propiedad de la familia de la Rasilla. Por último cabe destacar las casas de Bostronizo, pueblo de canteros que cuenta con varias casas de piedra de sillería. Y en Las Fraguas, encontramos el palacio de los Hornillos, de estilo inglés. En él se inspiró el arquitecto que construyó en palacio de La Magdalena para el rey Alfonso XIII. También perteneciente a la familia de la marquesa era el palacio de los Duques de Santo Mauro, que se encuentra junto a la antigua carretera nacional 611 y a la vía del tren. Dentro del recinto también se encuentra el panteón de San Jorge, a imitación de los templos grecolatinos.

## Patrimonio inmaterial
Destacan también las fiestas que se celebran en Iguña. La más señalada es La Vijanera, mascarada de invierno que se celebra el primer fin de semana de enero en Silió, congregando a miles de personas del valle y de toda Cantabria. Otra fiesta importante en el valle es la de la Virgen del Moral, que se celebra el sábado siguiente a Nuestra Señora en la braña que lleva el mismo nombre y en la que año tras año cientos de personas procedentes del Iguña, Los Tojos, Campoo y Buelna acuden a honrar a la patrona de los ganaderos.
De gran fama también son las ferias del Camino en Molledo, con su tradicional feria de ganado el día 8 de septiembre y la carrera de caballos el día 10, que se lleva celebrando desde 1943, y la fiesta de Ntra. Sra del Carmen de Fraguas, que reúne también a miles de devotos en su víspera en la Procesión de la Luz, llenándose el pueblo de devotos que iluminan a la Virgen con velas. Otras fiestas que destacan son Un pueblo de leyendas en Barripalacio, en el que el pueblo se convierte en un escenario en el que encontramos ojáncanos, trentis, anjanas... La Maya en Silió y Pujayo (días 24 de julio y 9 de agosto respectivamente), La Virgen de la Consolación en Pie de Concha, con sus tradicionales encierros, y la fiesta de San Pedro, en Bárcena. También se celebran en el valle, aparte de la del Camino, otras cuatro ferias de ganado en Bárcena, Cotillo, Silió y Arenas de Iguña.

## Personajes ilustres
Varios personajes ilustres nacieron en el valle. Destaca sin duda el ingeniero Leonardo Torres Quevedo (1852-1936), que nació en Santa Cruz, lugar en el que nació también el escritor Evaristo Silió. En Bárcena de Pie de Concha nacieron el político y escritor Luis de Araquistáin. Además, en el valle de Iguña veraneó durante muchos años el escritor Miguel Delibes, que fue nombrado en julio de 2009 hijo predilecto de Molledo por haber llevado el nombre de este pueblo por toda España gracias a su novela El Camino, ambientada en este pueblo y en otros rincones del valle.
- Datos: Q11062513